# Plectrelminthus caudatus
Plectrelminthus caudatus är en orkidéart som först beskrevs av John Lindley, och fick sitt nu gällande namn av Victor Samuel Summerhayes. Plectrelminthus caudatus ingår i släktet Plectrelminthus och familjen orkidéer.

## Underarter
Arten delas in i följande underarter:
- P. c. caudatus
- P. c. trilobatus

## Bildgalleri

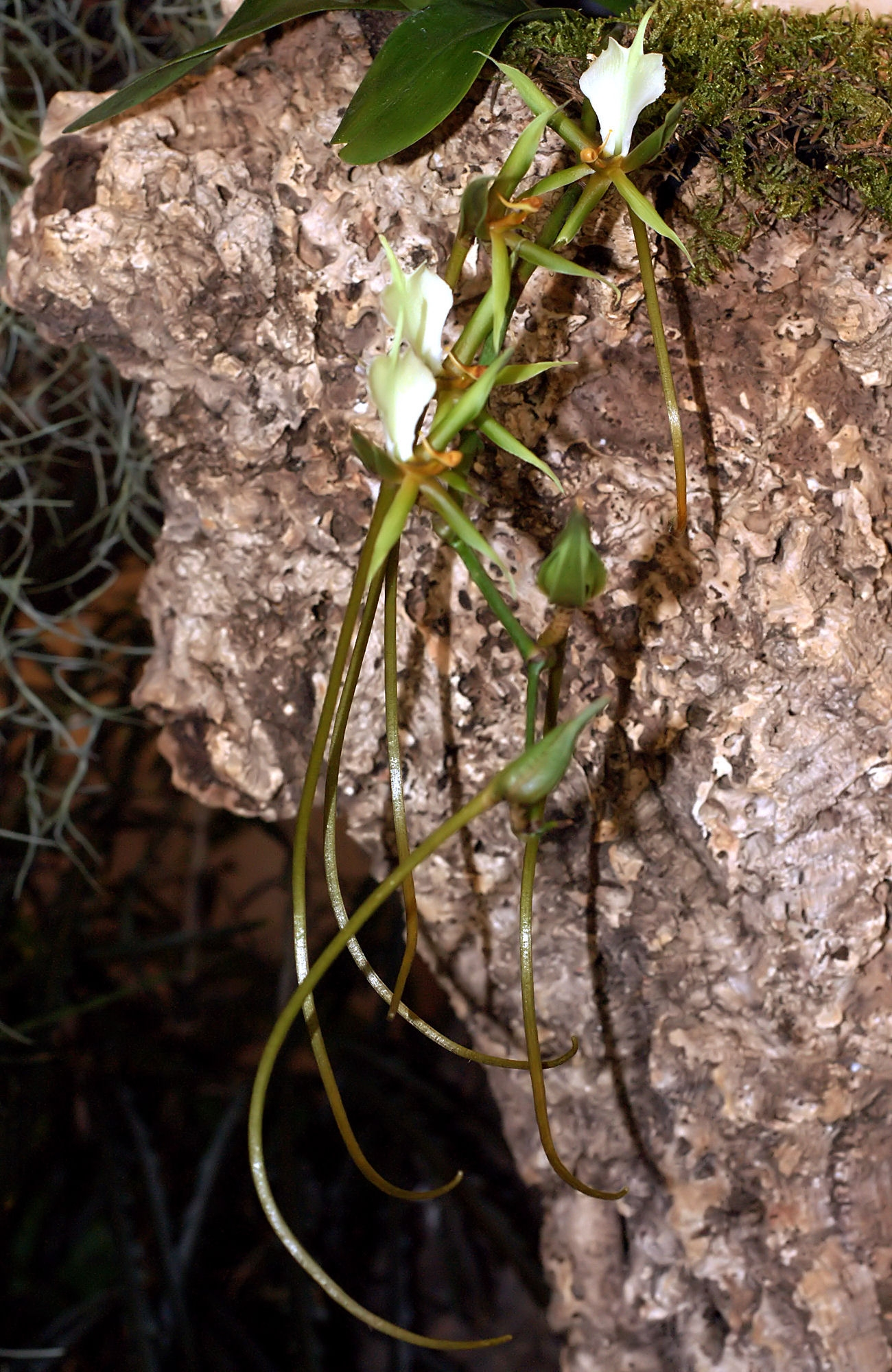
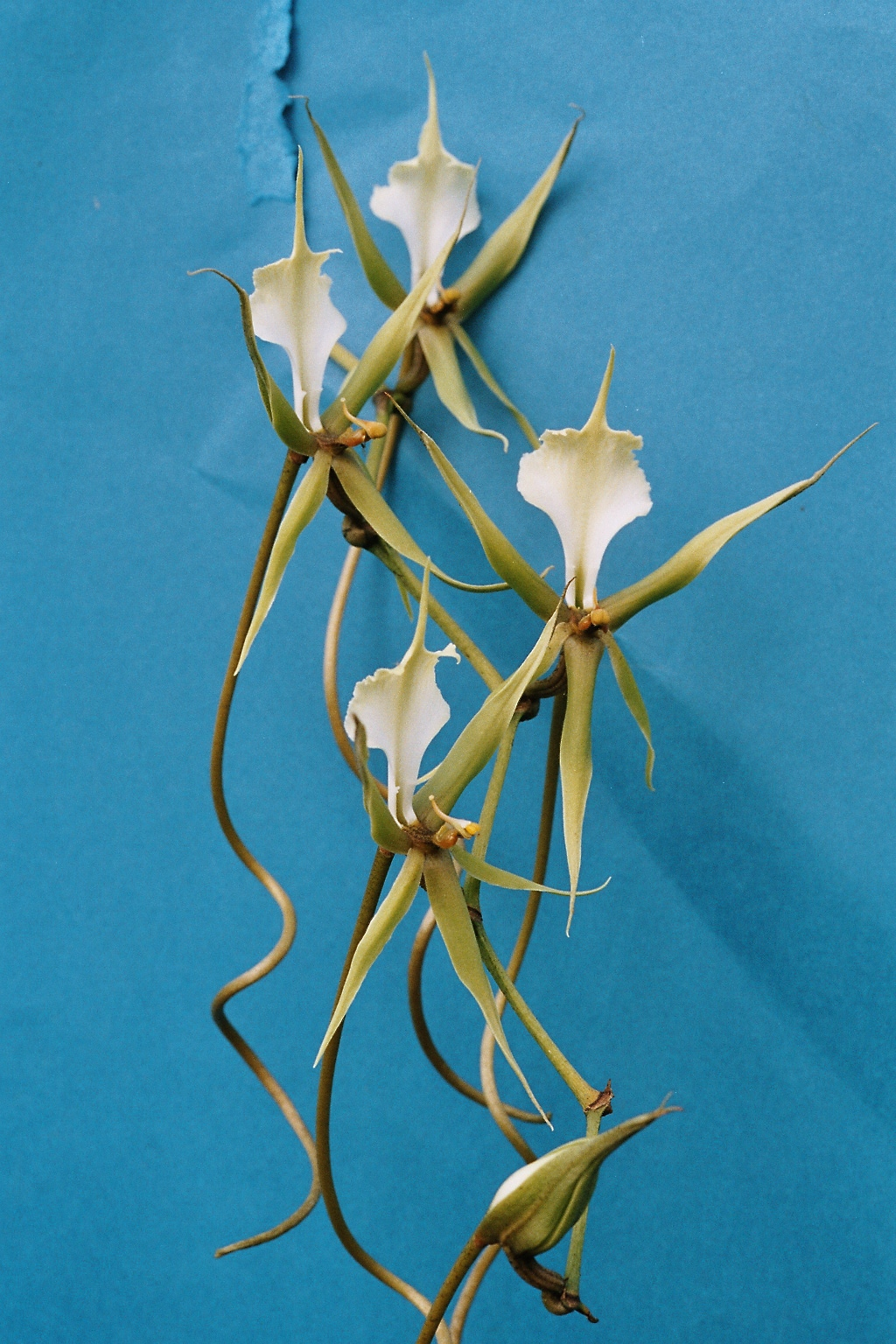
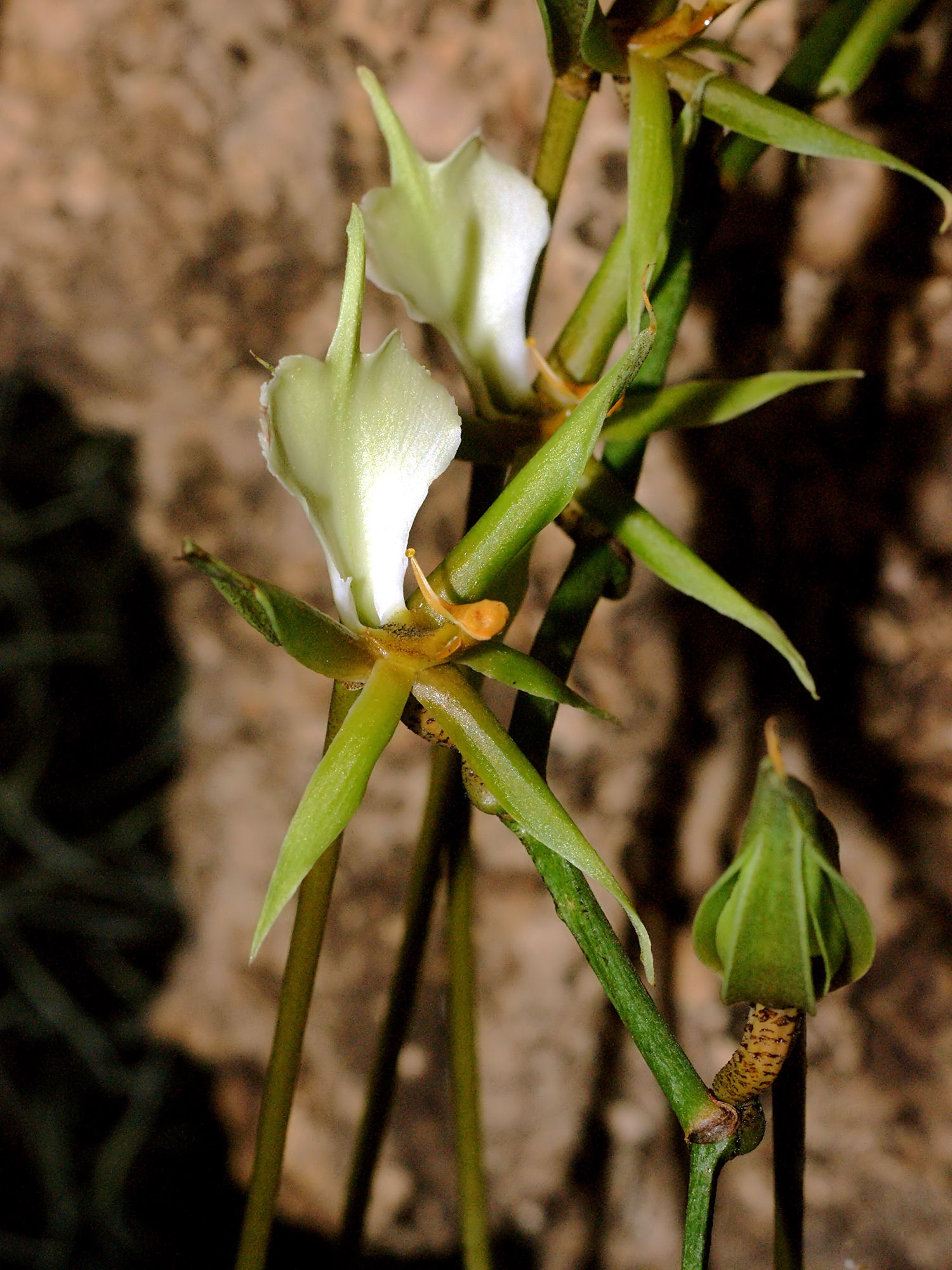
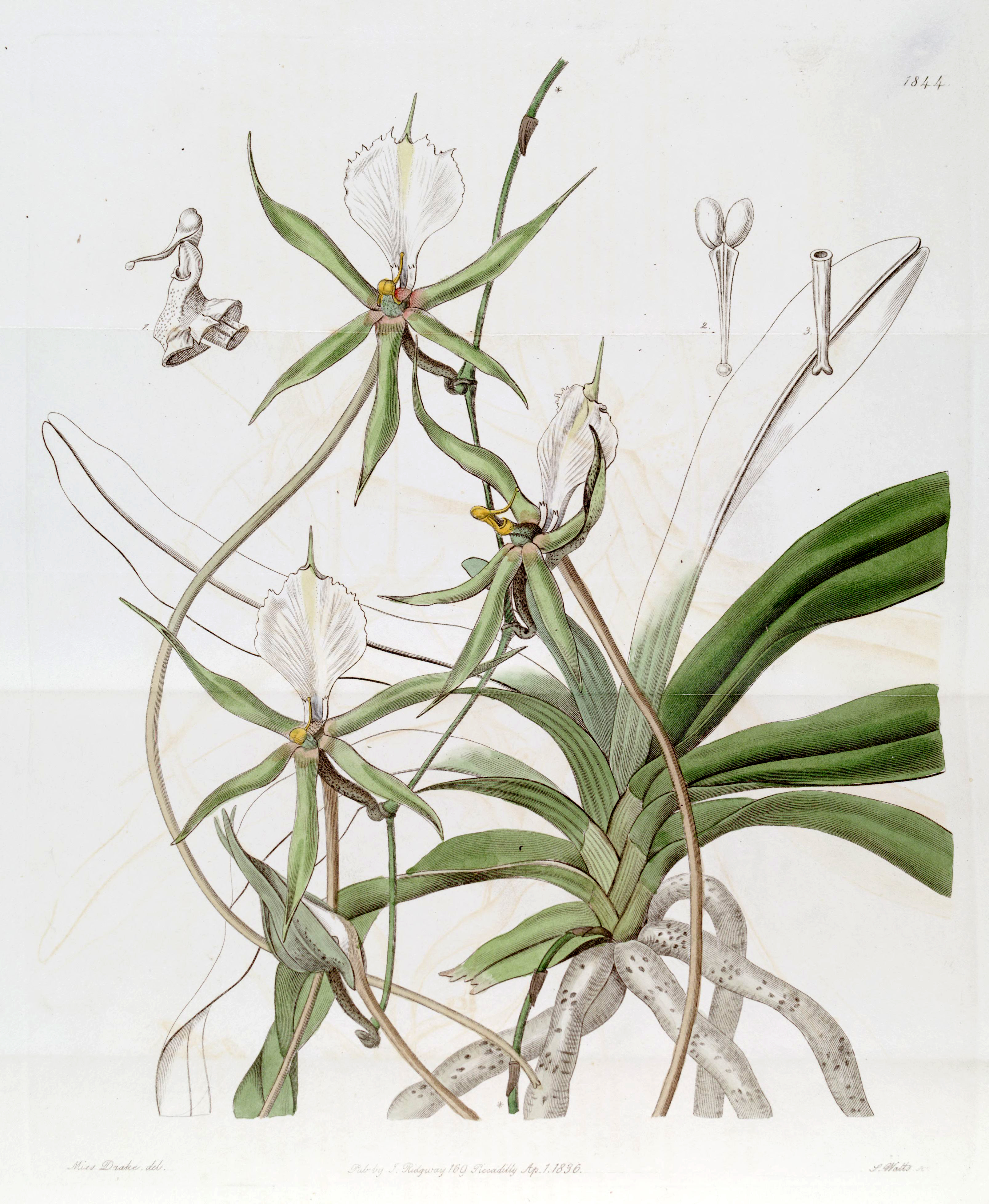
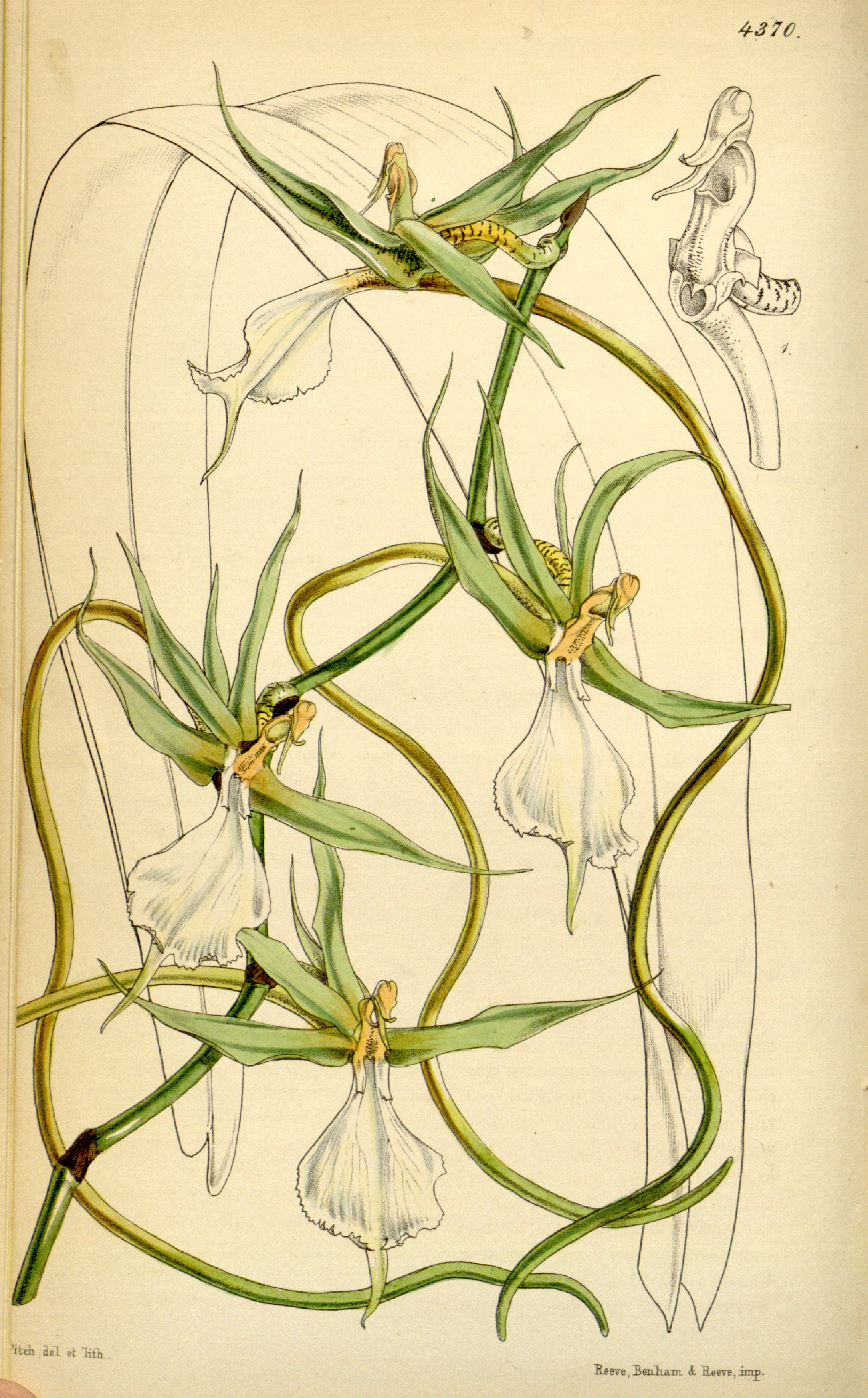
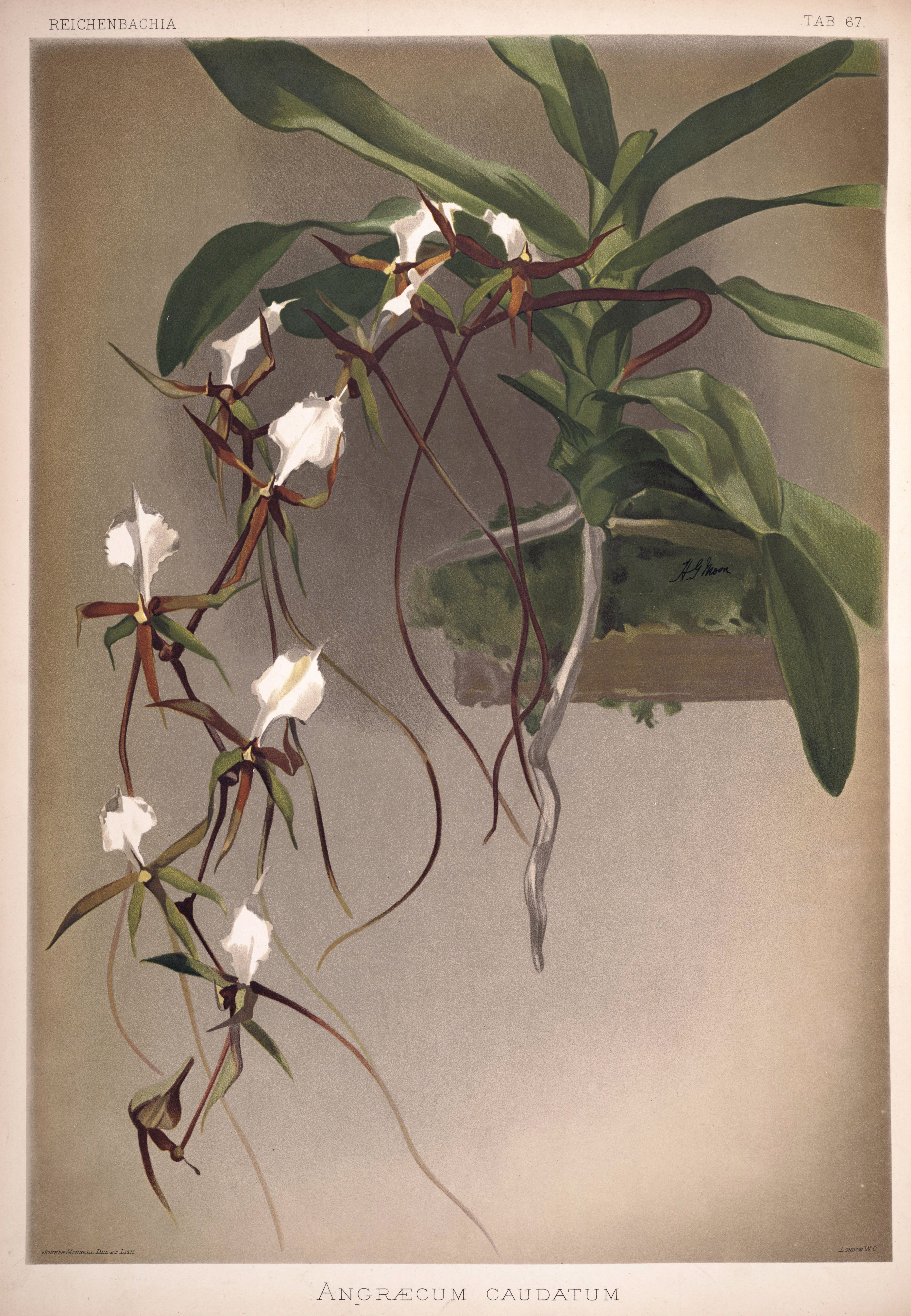